# Antonínský kopec
Antonínský kopec, Blatnická hora nebo též Svatý Antonínek (350 m n. m.) je kopcovitý výběžek Vizovické vrchoviny, na kterém se nachází významné římskokatolické poutní místo – poutní kaple sv. Antonína Paduánského. Nalézá se mezi obcemi Ostrožská Lhota a Blatnice pod Svatým Antonínkem, 14 km jižně od Uherského Hradiště, na hranici okresů Uherské Hradiště a Hodonín a současně Zlínského a Jihomoravského kraje.

## Název
V polovině 17. století byl kopec nazýván Bezkový kopec. Později, do poloviny 19. století, nesl jméno Hradiště – podobně trať ve směru od Ostrožské Lhoty na kopec nese dodnes název Hradišťka. Po vystavění kaple sv. Antonína Paduánského v roce 1670 začal být i kopec nazýván jménem tohoto světce. V indikačních skicách stabilního katastru z let 1827 a 1879 je německy pojmenován Antoniberg, tedy Antonínský kopec (pozdější z map uvádí i tento český název). Podobně když na počátku listopadu 1848 potlačovala císařská vojska Baltazara Šimuniće maďarskou revoluci na moravsko-slovenském pomezí, bylo dohodnuto, že v případě vpádu Maďarů na Moravu bude dáváno znamení do Uherského Hradiště zapálením ohně ve Velké nad Veličkou, v Sudoměřicích a „na kopci sv. Antoníčka u Blatnic(e)“. Publikace o poutních místech z roku 1888 sice označuje kopec názvem Staré hory, to je však jen přenesení lidového názvu blatnické viniční trati Stará hora pod vrcholem kopce na kopec celý.

## Historie osídlení
Ještě předtím, než byla na kopci v 17. století vystavěna kaple, stával prý na jeho vrcholu velmi starý kříž. V minulosti snad kopec sloužil jako pohřebiště – některé z mohylových hrobů otevřel v roce 1887 děkan a blatnický farář Mořic Růžička. Když ho téhož roku v Blatnici navštívil jeho přítel a archeolog Jindřich Wankel s rodinou a zúčastnil se i pouti na Svatém Antonínku, usoudil, že kopec býval dříve pohanským božištěm a slovanským pohřebištěm. Podle moravského průkopníka archeologie Innocence Ladislava Červinky stával na kopci ve 13. století pevný hrad. Lidová pověst dokonce praví, že tudy při své cestě do Veligradu procházeli sv. Cyril a Metoděj.
V okolí kopce se nacházely osady Smíchov a Sezemín (též Sezeme, Sezimov či Sezimova Lhota), doložené k roku 1371 (souběžně s Ostrožskou Lhotou a Blatnicí), které dle tradice zanikly nejpozději za třicetileté války.

## Situace a přírodní poměry
Již v roce 1838 popsal Gregor Wolný ve svém místopise Markrabství moravského u obce Velká Blatnice „vrchol nedaleké hory, odkud se lze kochat těmi nejkrásnějšími rozhledy do všech koutů (hradišťského) kraje, ba dokonce až do Uher a Rakous“.
Na svazích kopce se po staletí nacházely vinohrady, dosud zachované především na jižní straně směrem k Blatnici. Vrch původně nebyl zalesněný, ale již na konci 19. století je uváděn hájek, který skýtal odpočinek poutníkům, a lesním porostem je okolí vrcholu zčásti pokryto i dnes. Jižním směrem k prameni a Blatnici se přes louku otevírá výhled přímo od kaple.
Antonínský kopec je zdaleka viditelný, především z rovin podél řeky Moravy. Z jeho vrcholu je možné pozorovat Pavlovské vrchy, Hostýn, Velkou Javořinu v Bílých Karpatech i panoráma Chřibů (Buchlov, Modla a Holý kopec). Jihovýchodním směrem od vrcholu Antonínského kopce se nachází přírodní památka Střečkův kopec, která je jediným známým odkryvem tzv. antoníneckého souvrství.

## Kaple svatého Antonína Paduánského
Ve druhé polovině 17. století byla na vrcholu kopce zbudována místní vrchností kaple zasvěcená sv. Antonínu Paduánskému. Osmdesát let nato byl při její rekonstrukci ve vzdálenosti asi dvě stě kroků od ní směrem k jihu odkryt vodní pramen, na jehož místě se dnes nachází studánka. Kaple byla v dalších staletích rozšiřována a v jejím okolí byla vybudována nejprve jakási bouda (původně snad skladiště, později výčep), dále ve 20. století před kaplí polní oltář (1940), na palouku v lese křížová cesta (polovina 20. století) a naposledy v letech 2007–2008 severozápadně od kaple nový polní oltář se zázemím a sociálním zařízením. Z budov kláštera, o jehož zřízení při kapli usiloval v polovině 20. století kněz Antonín Šuránek, byly realizovány pouze základy několika malých objektů, jejichž zbytky jsou dnes ještě zřetelné nedaleko v lese.